# Aphrodite Terra
L'Aphrodite Terra è una regione dall'estensione pari a quella dell'Africa situata in prossimità dell'equatore del pianeta Venere. La zona è decisamente più levigata rispetto all'altopiano dell'Ishtar Terra: sebbene anch'essa contenga catene montuose, la loro altitudine massima è solamente la metà di quelle là presenti.

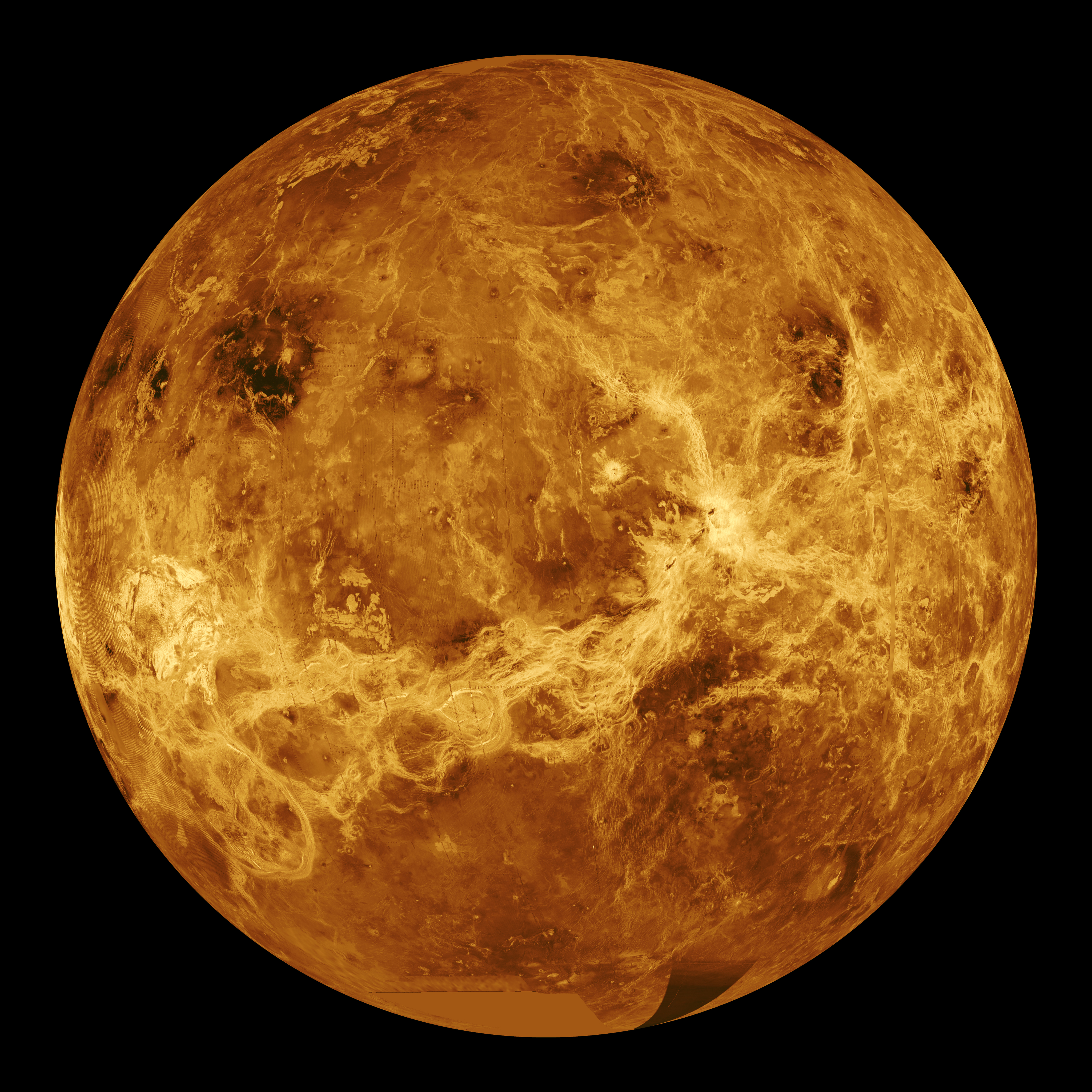
Aphrodite Terra.

In base alle caratteristiche morfologiche del terreno, l'Aphrodite Terra è convenzionalmente suddivisa in alcune aree fondamentali: Ovda Regio e Thetis Regio, a ovest, e Artemis Chasma, Dali Chasma e Diana Chasma a est.
Il continente si estende per un'area di circa 30 000 000 km² (paragonabile pressappoco all'Africa), e raggiunge un'altitudine massima di quasi 4 000 m rispetto al livello topografico di riferimento citereo.

## Attività tettonica
La regione dell'Aphrodite Terra presenta numerose fratture e reca i segni di antiche colate laviche di grandi dimensioni.
L'importanza di queste caratteristiche consiste nel fatto che esse sono la prova di recenti trasformazioni della superficie di Venere, secondo un processo del tutto analogo a quello che regola la tettonica terrestre. Grandi forze di compressione corrugano e frantumano la superficie rocciosa del pianeta; la lava fuoriesce sotto forma di colate, creando caratteristiche strutture morfologiche e spianando ciò che trova lungo il suo cammino. Una caratteristica notevole di Venere è tuttavia l'apparente mancanza di tracce della tettonica a zolle, che sulla Terra hanno l'equivalente nelle dorsali oceaniche.
La superficie dell'Aphrodite Terra è fortemente inarcata, e presenta creste che indicano che le forze agiscono da molti versi. Le zone in cui la lava si è solidificata appaiono di colore scuro, e si intravedono crepe da cui essa è scaturita e ha allagato la parte circostante.
Nel lato orientale si possono notare diverse fosse che hanno una lunghezza di 2 200 km, con una profondità di 5 km.